# Thomas Höller
Thomas Höller (Wolfsberg, 2 juni 1976) is een voormalig betaald voetballer uit Oostenrijk, die in 2008 zijn professionele carrière beëindigde bij SV Bad Aussee. Hij speelde als middenvelder.

## Interlandcarrière
Höller speelde in 2002 in totaal twee interlands (geen doelpunten) voor de Oostenrijkse nationale ploeg. Zijn debuut maakte hij op 27 maart 2002 in de vriendschappelijke wedstrijd tegen Slowakije, tegelijkertijd met René Aufhauser (Grazer AK), Ferdinand Feldhofer (SK Sturm Graz
), Roland Linz (Austria Wien), Jürgen Panis (FC Tirol) en Thomas Hickersberger (SV Salzburg). Zijn tweede en laatste optreden volgde minder dan een maand later, op woensdag 17 april in Wenen, in de vriendschappelijke wedstrijd tegen Kameroen (0-0), toen hij in de blessuretijd nog mocht invallen voor Panis.

## Erelijst
FC Kärnten
- Beker van Oostenrijk

2001
- Oostenrijkse Supercup

2001